# Val Zebrù - Gran Zebrù - Monte Confinale
Val Zebrù - Gran Zebrù - Monte Confinale este o arie protejată (arie specială de conservare — SAC, sit de importanță comunitară — SCI) din Italia întinsă pe o suprafață de 3.725 ha, integral pe uscat.

## Localizare
Centrul sitului Val Zebrù - Gran Zebrù - Monte Confinale este situat la coordonatele 46°28′12″N 10°31′20″E / 46.47°N 10.522222°E.

## Înființare
Situl Val Zebrù - Gran Zebrù - Monte Confinale a fost declarat sit de importanță comunitară în iunie 1995 pentru a proteja 38 de specii de animale. Situl a fost protejat și ca arie specială de conservare în iunie 2017.

## Biodiversitate
Situată în ecoregiunea alpină, aria protejată conține 20 de habitate naturale: Pante stâncoase silicioase cu vegetație casmofită, Tufărișuri subarctice cu Salix spp., Grohotișuri silicioase de la nivelul montan până la nivelul zăpezii (Androsacetalia alpinae și Galeopsietalia ladani), Pante stâncoase calcaroase cu vegetație casmofită, Grohotișuri termofile și vest-mediteraneene, Grohotișuri calcaroase și de șisturi calcaroase de la nivelul montan până la nivelul alpin (Thlaspietea rotundifolii), Râuri de munte și vegetația erbacee de pe malurile acestora, Pajiști alpine și subalpine calcaroase, Pajiști alpine și boreale, Tufărișuri cu Pinus mugo și Rhododendron hirsutum (Mugo-Rhododendretum hirsuti), Liziere de ierburi înalte hidrofile de câmpie și de nivel montan până la alpin, Mlaștini turboase de tranziție și turbării mișcătoare, Ghețari permanenți, Mlaștini alcaline, Păduri alpine de Larix decidua și/sau Pinus cembra, Roci stâncoase cu vegetație pionieră de Sedo-Scleranthion sau Sedo albi-Veronicion dillenii, Fânețe montane, Păduri acidofile de Picea de la nivel montan la nivel alpin (Vaccinio-Piceetea), Pajiști boreale și alpine pe substrat silicios, Formațiuni ierboase bogate în specii de Nardus, dezvoltate pe substraturi silicioase în zone montane (și în zone submontane, în Europa continentală).
La baza desemnării sitului se află mai multe specii protejate de  păsări (38): uliu porumbar (Accipiter gentilis), uliu păsărar (Accipiter nisus), ciocârlie-de-câmp (Alauda arvensis), potârnichea de stâncă (Alectoris graeca saxatilis), fâsă de pădure (Anthus trivialis), acvilă de munte (Aquila chrysaetos), ciuf-de-pădure (Asio otus), cojoaica de pădure (Certhia familiaris), barză neagră (Ciconia nigra), mierla de apă (Cinclus cinclus), șerpar (Circaetus gallicus), erete de stuf (Circus aeruginosus), porumbel gulerat (Columba palumbus), cioară neagră (Corvus corone), ciocănitoare neagră (Dryocopus martius), Eudromias morinellus, șoim călător (Falco peregrinus), vânturel roșu (Falco tinnunculus), ciuvică (Glaucidium passerinum), cocor (Grus grus), zăgan (Gypaetus barbatus), Lagopus muta helvetica, Lyrurus tetrix tetrix, gaia neagră (Milvus migrans), cinghiță alpină (Montifringilla nivalis), viespar (Pernis apivorus), pitulice de munte (Phylloscopus collybita), pitulice sfârâitoare (Phylloscopus sibilatrix), ciocănitoarea verde (Picus viridis), brumăriță de pădure (Prunella modularis), Ptyonoprogne rupestris, țiclete (Sitta europaea), silvie-mică (Sylvia curruca), fluturașul de stâncă (Tichodroma muraria), sturz-cântător (Turdus philomelos), sturz (Turdus pilaris), mierlă gulerată (Turdus torquatus), sturzul de vâsc (Turdus viscivorus)
Pe lângă speciile protejate, pe teritoriul sitului au mai fost identificate 25 de specii de plante, 19 specii de păsări, 1 specie de amfibieni, 12 specii de mamifere, 1 specie de nevertebrate, 3 specii de reptile.